# Parafia Wniebowzięcia Najświętszej Maryi Panny w Tylawie
Parafia Wniebowzięcia Najświętszej Maryi Panny w Tylawie – parafia rzymskokatolicka znajdująca się w archidiecezji przemyskiej, w dekanacie Dukla.

## Historia
Pierwsze wzmianki o Tylawie pojawiły się w 1486 roku. Natomiast w 1537 roku wieś posiadał 1 łan kmiecy i uzyskała pozwolenie na budowę cerkwi. W 1787 roku zbudowano murowaną cerkiew.
16 listopada 1926 roku grekokatolicy z Tylawy i Trzcinicy zorganizowali wiec, na który zdecydowano o przejściu na prawosławie. Schizma tylawska stała się przyczyną masowych konwersji Łemków na prawosławie.
W 1945 roku dawna murowana cerkiew została zaadaptowana na kościół filialny. W 1966 roku dekretem bpa Ignacego Tokarczuka została erygowana parafia w Tylawie, z wydzielonego terytorium parafii Dukla. W latach 1968–1972 kościół został wyremontowany i w 1972 roku poświęcony.
Proboszczami parafii byli m.in.: ks. kan. Michał Moskwa, ks. Janusz Dudziak (2009-2016), ks. Marek Lewandowski (2016-2018), ks. Janusz Zagól (2018-nadal). 
2001 roku proboszcz parafii, Michał Moskwa, został oskarżony o molestowanie sześciu dziewczynek, co było jedną z pierwszych nagłośnionych  afer seksualnych w Kościele katolickim w Polsce. Mimo początkowego umorzenia sprawy przez prokuraturę w Krośnie, kierowaną przez Stanisława Piotrowicza (molestowanie miało być rzekomo bioenergioterapią), ksiądz w 2004 roku został skazany na 2 lata więzienia i pięć zawieszenia przez prokuraturę w Jaśle. W 2003 roku Michał Moskwa został zwolniony z funkcji proboszcza, aczkolwiek mieszkał jeszcze przez dwa lata na terenie parafii.
Na terenie parafii w 2015 roku było 945 wiernych (w tym: Tylawa – 358, Barwinek – 213, Mszana – 275, Zyndranowa – 102).

## Kościoły filialne

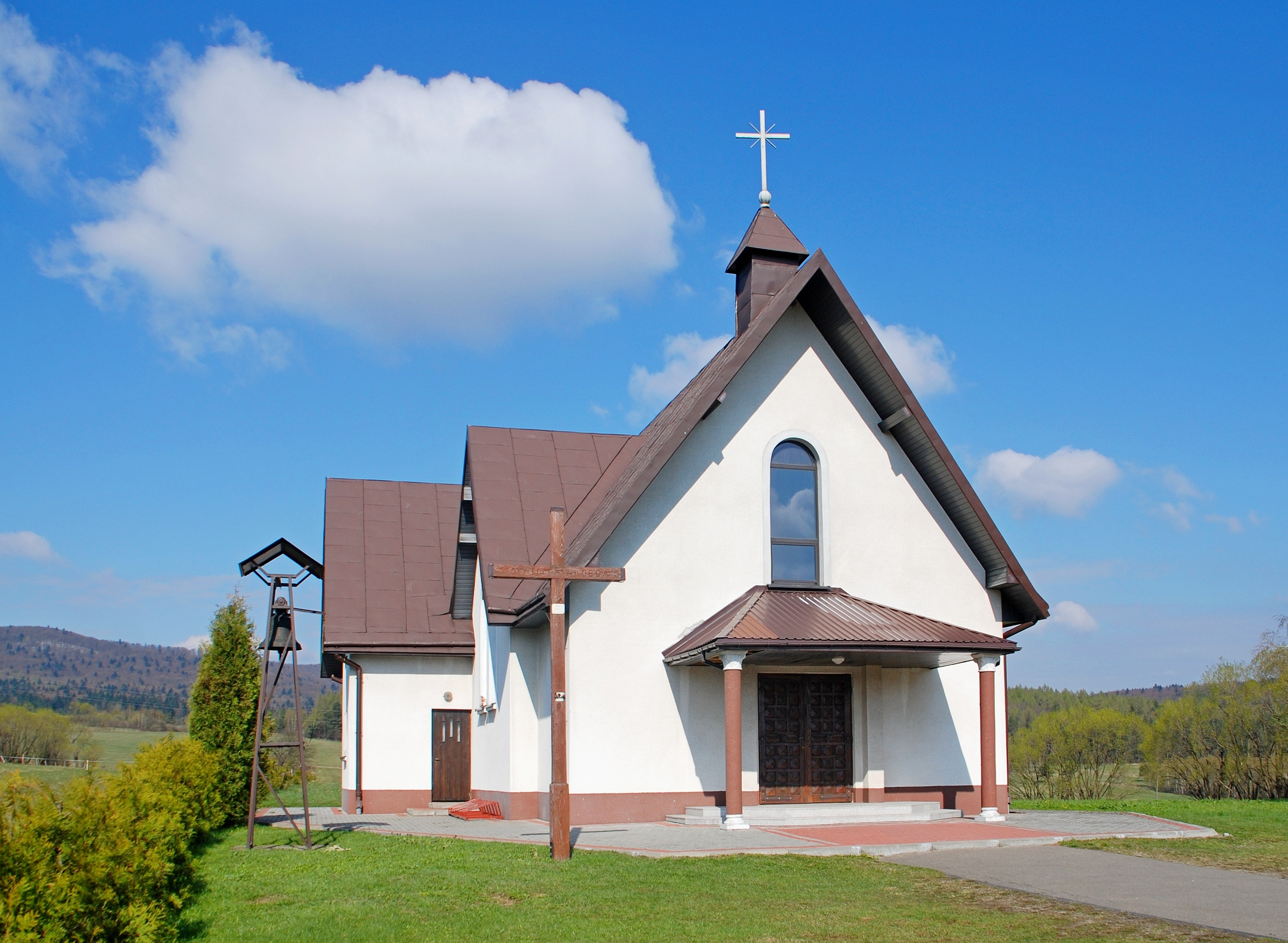
Kościół filialny pw. św. Józefa w Barwinku
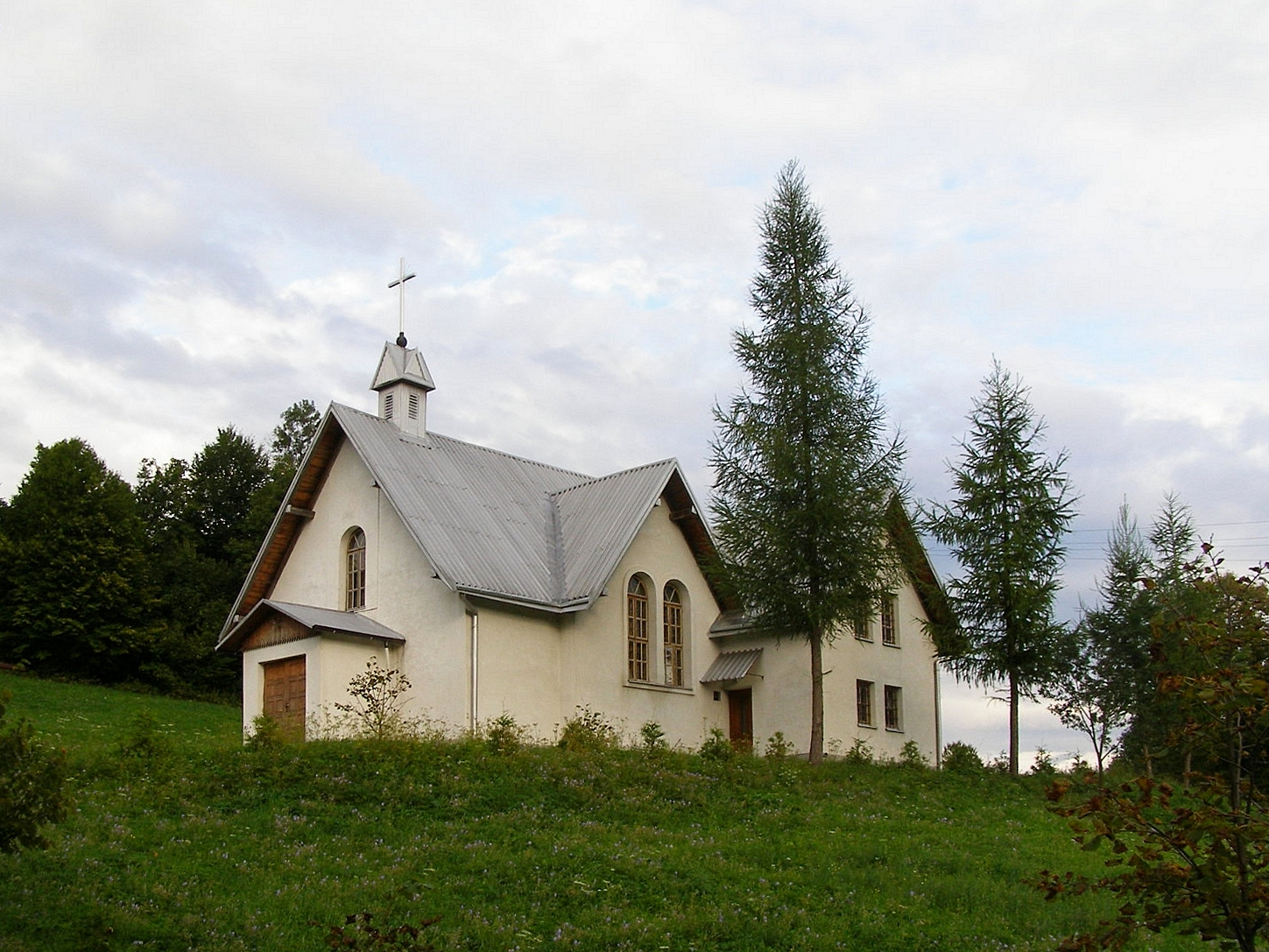
Kościół filialny pw. św. Jana z Dukli w Mszanie
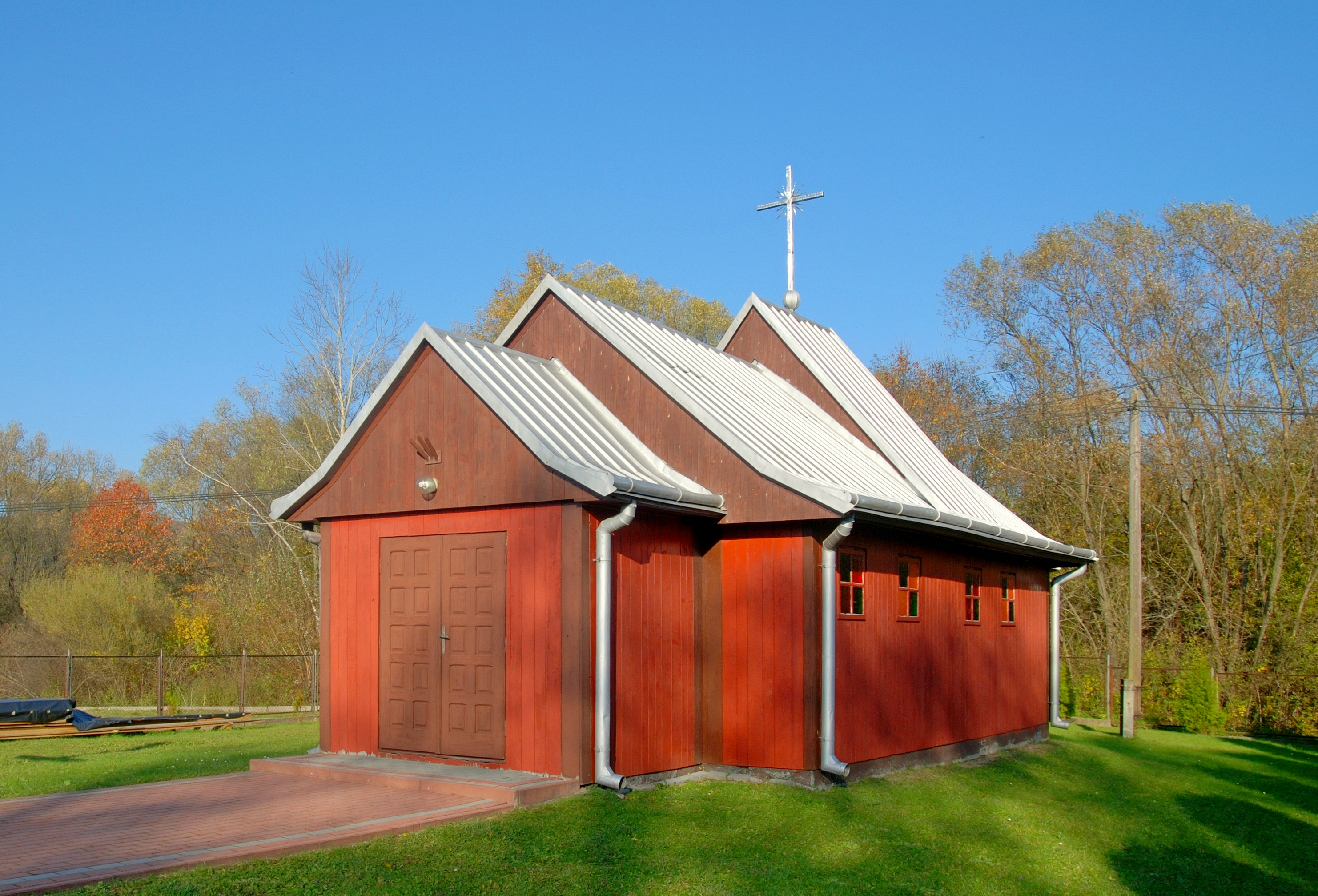
Kościół filialny pw. św. Michała Archanioła w Zyndranowej